# Chiesa di Nostra Signora del Cadore
La chiesa di Nostra Signora del Cadore è la chiesa del villaggio Eni di Corte di Cadore, frazione di Borca di Cadore, in provincia di Belluno e diocesi di Belluno-Feltre. La chiesa sorge ad un'altitudine di circa 1000 metri in una posizione dominante sulla valle del Boite, alle pendici dell'Antelao e di fronte al Pelmo, inserendosi in armonia nel contesto paesaggistico circostante.

## Storia
La costruzione del Villaggio Eni cominciò a partire dal 1954 per volontà dell'allora presidente dell'Ente Nazionale Idrocarburi Enrico Mattei, il quale decise di costruire nella località dolomitica un villaggio vacanze per tutti i suoi dipendenti.
La costruzione della chiesa iniziò nel 1958, dal progetto di Edoardo Gellner, che aveva già progettato l'impianto urbanistico del villaggio, la colonia e le villette, oltre ad altri progetti realizzati nella conca ampezzana per ENI in vista delle Olimpiadi invernali del 1956 a cui si aggiunse la collaborazione di Carlo Scarpa, all'epoca già affermato architetto veneziano. La chiesa venne pensata sin dall'inizio come l'elemento centrale attorno al quale si sarebbe radunata tutta la popolazione del villaggio. Fu inaugurata nel 1961 alla presenza di Enrico Mattei e del ministro Antonio Segni. Oggi l'edificio si conserva in buone condizioni ed è aperto al pubblico nei giorni d'estate.

## Esterno
La forma esterna della chiesa è quella di una doppia capanna (come il padiglione centrale della colonia) a cui si aggiunge la guglia della torre campanaria alta 68 metri, elemento visibile da tutto il villaggio. I vari materiali di costruzione impiegati, tipici sia dell'architettura tradizionale di montagna sia di quella industriale (ferro, legno, cemento, acciaio e pietra dolomitica), si fondono armonicamente nella costruzione, dialogando con il contesto naturale circostante.

## Interno
L'interno della chiesa è composto di tre navate e può ospitare fino a 350 persone. Di rilevanza, oltre all'altare rivolto verso il popolo (in anticipo rispetto alle innovazioni apportate dal Concilio Vaticano II) sono i lampadari in vetro di Murano arancione e verde (richiamo ai colori alla natura circostante, in cui il verde ricorda il colore della vegetazione, mentre l'arancione quello della pietra dolomia) e i banchi, realizzati con un incastro di legni, oltre ai tiranti, leggermente asimmetrici, che collegano le due falde del tetto.

## Curiosità
La chiesa propone un'innovazione all'avanguardia rispetto al tempo in cui venne costruita; l'altare, infatti, venne orientato in modo da essere rivolto versus popolum, contro la prassi fino ad allora vigente. Questa soluzione, ideata da Edoardo Gellner per funzioni architettoniche piuttosto che stilistiche, venne subito accolta sia da Carlo Scarpa sia da Enrico Mattei, ma non dalla curia locale, che la criticò. Tuttavia, la chiesa fu ugualmente benedetta nel 1961 e solo quale anno più tardi la riforma liturgica successiva al Concilio Vaticano II avrebbe introdotto la prassi dell'altare rivolto al popolo (coram populo).